# Manvieux
Manvieux ist eine französische Gemeinde mit 136 Einwohnern (Stand: 1. Januar 2022) im Département Calvados in der Region Normandie. Sie gehört zum Arrondissement Bayeux und zum Kanton Bayeux. 

## Geografie
Manvieux liegt an der Küste zum Ärmelkanal sowie etwa acht Kilometer nordnordöstlich von Bayeux und etwa 44 Kilometer nordwestlich von Caen entfernt. Umgeben wird Manvieux von Tracy-sur-Mer im Osten, Magny-en-Bessin im Süden sowie Longues-sur-Mer im Westen.

## Bevölkerungsentwicklung
| Jahr                             | 1962 | 1968 | 1975 | 1982 | 1990 | 1999 | 2006 | 2013 |
| Einwohner                        | 78   | 79   | 61   | 53   | 82   | 107  | 112  | 127  |
| Quelle: Cassini, EHESS und INSEE |      |      |      |      |      |      |      |      |

## Sehenswürdigkeiten
- Kirche Saint-Rémi aus dem 12. Jahrhundert

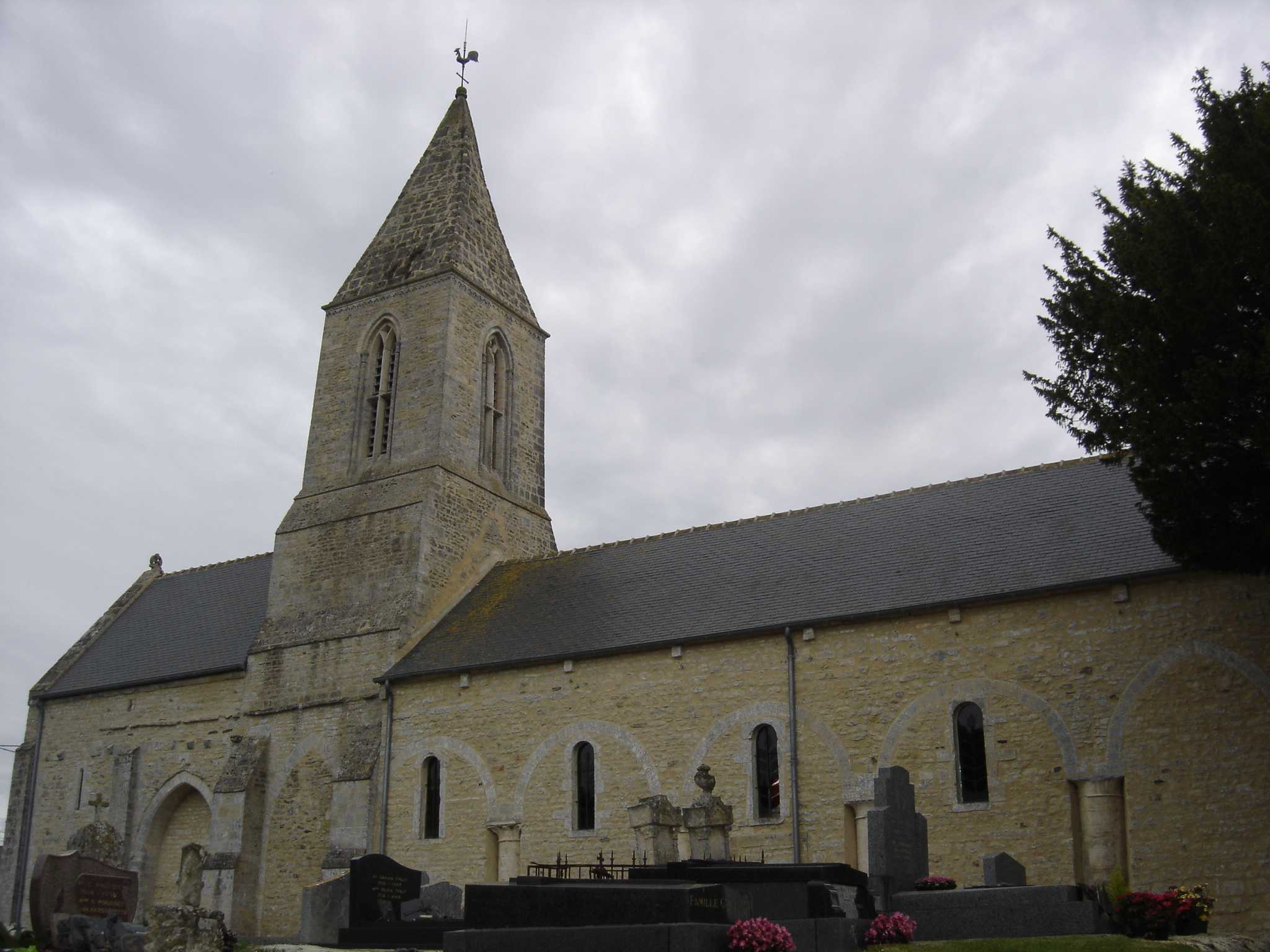
Kirche Saint-Rémi

- Schloss Manvieux